# 井上悦子
井上悦子（日语：／ Inoue Etsuko，1964年10月18日—），现名兼城悦子（日语：／ Kaneshiro Etsuko），日本女子网球运动员。她曾获得1982年亚洲运动会网球比赛女子单打金牌。她也曾参加1988年夏季奥运会。